# Nicacio Martínez Espinel
Nicacio Martínez Espinel (Ubaté, Cundinamarca) es un oficial General del Ejército Nacional de Colombia. El 10 de diciembre de 2018 fue designado por el Presidente de la República, Iván Duque Márquez, como comandante del Ejército Nacional de Colombia.
El General Nicacio Martínez Espinel, se graduó como subteniente del Arma de Caballería en la Escuela Militar de Cadetes «General José María Córdova», el 1 de diciembre de 1981. Como Oficial del Ejército y en cumplimiento de la orden Constitucional ha apoyado y cimentado la educación en Derechos Humanos y Derecho Internacional Humanitario.

## Estudios
El General Nicacio Martínez Espinel es profesional en Ciencias Militares de la Escuela Militar de Cadetes «General José María Córdova», profesional en administración de empresas de la Universidad de La Sabana, administrador logístico de la Escuela Logística del Ejército Nacional. Estudió Alta Gerencia Internacional y Alta Dirección en Gestión y Liderazgo Estratégico en la Universidad de los Andes, Derechos Humanos y Derecho Internacional Humanitario en la Universidad Autónoma de Bucaramanga. Es especialista en Docencia Universitaria Honoris Causa del Centro de Educación Militar, especialista en Seguridad y Defensa Nacional de la Escuela Superior de Guerra, especialista en Gerencia de Recursos Humanos de la Universidad Sergio Arboleda y magíster en Seguridad y Defensa Nacional de la Escuela Superior de Guerra.
Como complemento realizó curso de inglés en el Colegio Interamericano de Defensa (Washington D.C.), entre otros de índole militar y académico.

## Cargos
En sus años de carrera militar ha ocupado cargos como: comandante del Batallón de Fuerzas Especiales n.° 3, comandante del Grupo de Caballería «Juan José Rondón», Jefe de Estado Mayor de la Décima Brigada Blindada, director de Inteligencia del Ejército, comandante de la Cuarta Brigada, comandante de la Quinta División, Jefe de Educación y Doctrina del Ejército, comandante de la Fuerza de Tarea Conjunta Omega, director de la Escuela Superior de Guerra «General Rafael Reyes Prieto» e Inspector General del Ejército entre otros. Logrando destacarse en el campo operacional siempre ejerciendo y exigiendo el respeto por los Derechos Humanos y Derecho Internacional Humanitario.[cita requerida]
Entre diciembre de 2018 y diciembre de 2019, ejerció como comandante del ejército colombiano, durante el gobierno de Iván Duque, su gestión estuvo marcada por varias controversias de todo tipo, especialmente por la escalda de la inseguridad en el país y por los escándalos frente a la exigencia de aumento de bajas en combate.

## Logros institucionales
Efectuó importantes logros para el Ejército Nacional como:
- 2015. Diseño del Plan Minerva del Ejército Nacional, mediante el cual se estructuró el fortalecimiento de la enseñanza de las Ciencias Militares, fundamento del Plan Damasco y pilar para la transformación integral de la institucional.[5]
- 2017. Diseño y estructuración del proyecto «Doctorado en Seguridad y Defensa» de la Escuela Superior de Guerra.

## Condecoraciones
En el transcurso de su carrera militar se ha hecho merecedor de 51 reconocimientos (8 de ellos internacionales), entre los que se destacan:
- Medalla Orden de Boyacá, categoría Gran Oficial.
- Medalla Militar por Derechos Humanos «General José Hilario López»
- Medalla Orden al Mérito Militar Antonio Nariño, categoría de Comendador.
- Medalla Orden al Mérito Militar, José María Córdova, categoría Gran Oficial.
- Medalla Militar Servicios Distinguidos en Operaciones Especiales.
- Medalla Militar Servicios Meritorios Inteligencia Militar «Guardián de la Patria», en la categoría única, cuarta vez.
- Medalla Cruz de Plata en Operaciones Especiales, categoría única.[6]

| Predecesor: Ricardo Gómez Nieto | Comandante del Ejército Nacional de Colombia 14 de diciembre de 2018 - 27 de diciembre de 2019 | Sucesor: Eduardo Enrique Zapateiro Altamiranda |

## Controversias

### Oposición a su ascenso a General
En junio de 2019, mientras se discutía en el Congreso de la República de Colombia el ascenso de Martínez al grado de General, se hicieron visibles acusaciones de corrupción y violación a los derechos humanos bajo su Comandancia como Segundo Comandante y Jefe del Estado Mayor de la Décima Brigada Blindada, División Primera, entre el 30 de octubre de 2004 y el 23 de enero de 2006; varios colectivos hicieron llegar al congreso una carta donde pedían que se negara el ascenso de Martínez, acusándolo de haber tolerado actos de corrupción y de al menos 31 casos con 75 víctimas mortales.

### Denuncia de The New York Times: Falsos Positivos 2.0
En mayo de 2019, el prestigioso medio The New York Times publicó un reportaje donde denunciaba que bajo la administración de Martínez se habían dado ordenes de aumentar la letalidad del ejercito, mínimo al doble, y de flexibilizar los requisitos para realizar ataques letales; expresamente se le ordenó a los oficiales del ejercito que no buscaran "perfección" al momento de emprender acciones letales y se dispuso llevar un registro de cuanto tiempo pasaba cada destacamento militar sin enfrentamientos, así como de la cantidad de bajas en combate. Situación que generó un gran escándalo nacional e internacional, pues en el pasado ordenes similares en el ejercito colombiano terminaron en lo que se llamó Falsos positivos, episodios donde militares activos asesinaban civiles y los hacían pasar por subversivos, para cumplir con las cuotas impuestas por los altos mandos militares y acceder a los beneficios que se brindaban por los logros en combate. 
El escandalo se hizo mayor todavía cuando el periodista Daniel Coronell publicó una columna en la revista Semana donde denunciaba que tal medio se había abstenido de sacar la noticia sobre tales directrices, de forma injustificada, al punto que las fuentes tuvieron que recurrir a un medio internacional para visibilizar la situación, como consecuencia de tal columna, Coronell fue despedido de la revista aunque semanas después fue devuelto a su cargo, después de una cancelación masiva de suscripciones al medio como consecuencia del despido de tal periodista.

### Interceptaciones y perfilamiento a periodistas y líderes de opinión
A principios de 2020, estalló un escándalo por el uso de recursos militares del ejercito colombiano y elementos entregados por el gobierno de los EEUU para la interceptación, seguimiento y perfilamiento de diferentes figuras destacadas de la política colombiana; el general Martínez fue vinculado a la investigación, por cuanto fungió como comandante del ejercito hasta diciembre de 2019, poco antes de que estallara el escandalo. Martínez negó los hechos.